# 雙匯集團

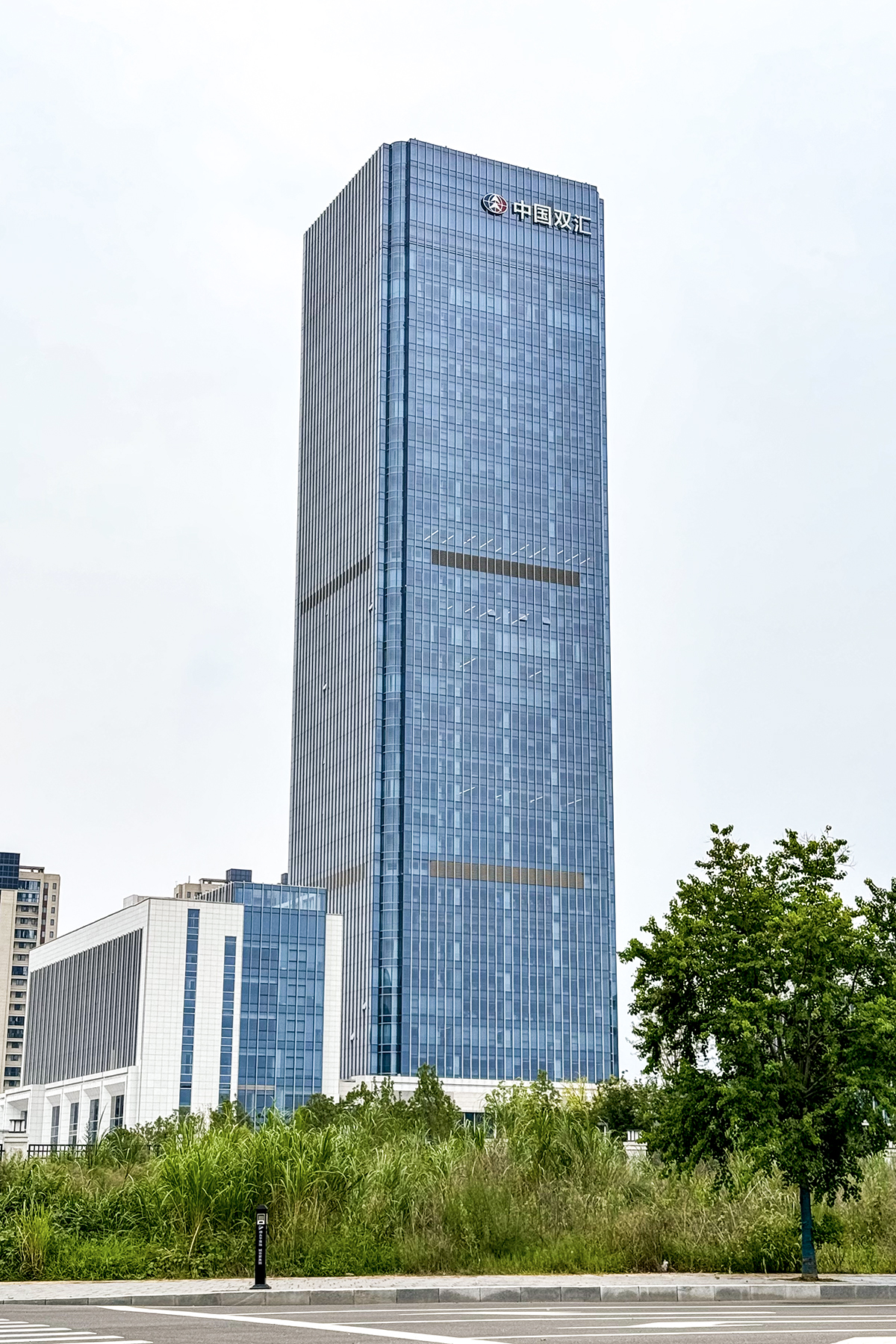
位于河南省漯河市的双汇总部大厦

双汇公司商标

河南双汇投资发展股份有限公司（深交所：000895）是萬洲國際旗下的一家豬肉食品企業，擁有包括生豬養殖、生鮮豬肉、豬肉製品、分銷與銷售等豬肉産業鏈。

## 歷史

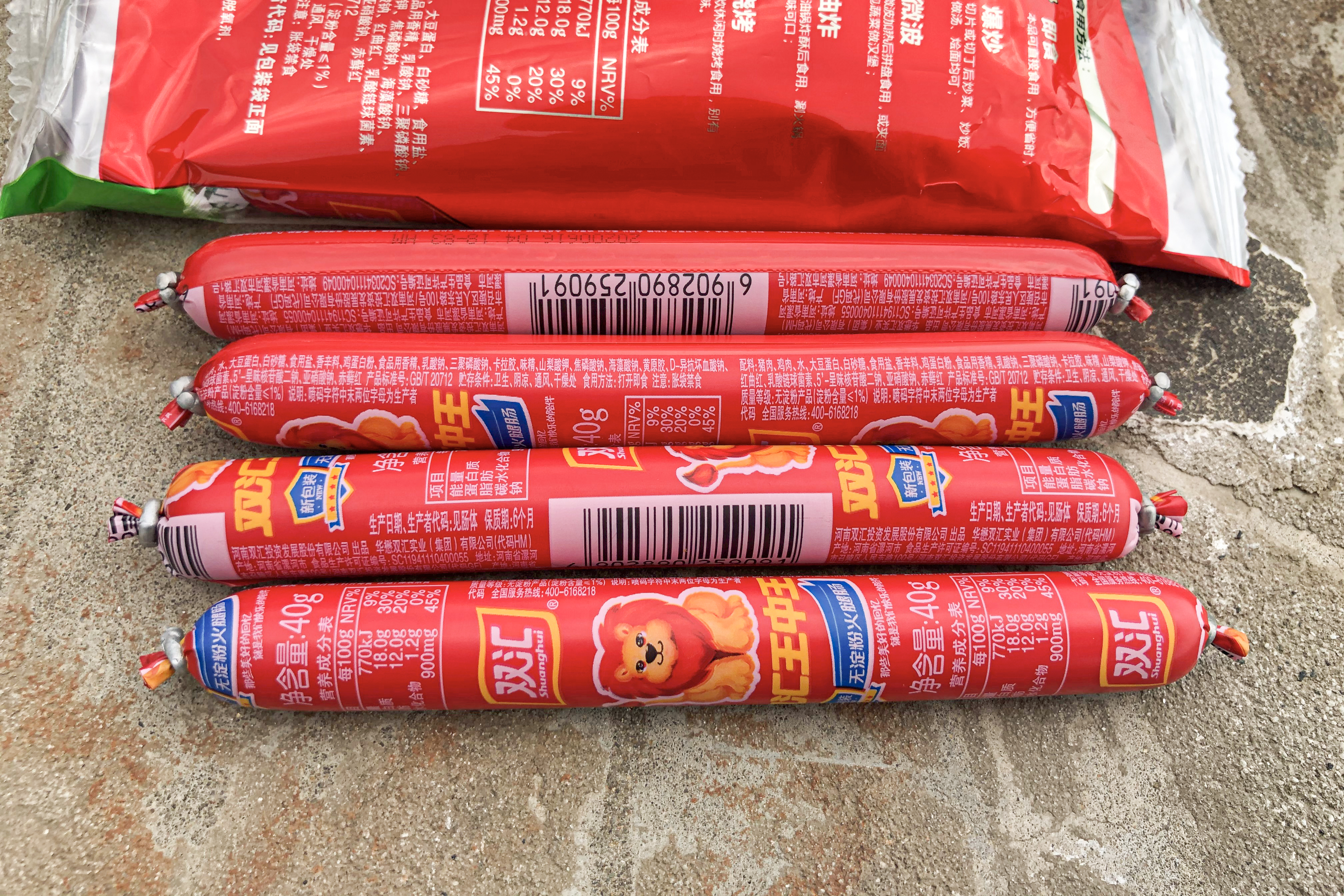
双汇王中王火腿肠（高温蒸煮肠）

双汇集团的前身是漯河肉联厂，1984年实行承包制前曾长期亏损，其后冒着“私抬物价”的风险率先实行生猪的议价收购。1991年6月，漯河肉联厂耗资1600万元从日本、瑞士等国引进10套火腿肠生产线，1992年2月10日生产出第一根火腿肠
，厂长万隆取“汇集当今世界的高科技、汇集当今世界的新工艺”之意将品牌名定为“双汇”。1994年1月，漯河肉联厂与香港華懋集團合资成立华懋双汇实业（集团）公司。
2006年12月，漯河市国资委将其持有的双汇集团100%的股权转让给香港罗特克斯有限公司，股权转让后双汇集团整体变更为外商独资企业。
2013年，雙匯國際收購史密斯菲尔德食品。2014年，雙匯國際更名為萬洲國際，在香港上市，融資23億美元，當年被納入MSCI香港指數。2016年，萬洲國際被評為《財富》世界500強公司。2017年，萬洲國際成為恒生指數成份股。2020年5月7日，双汇发展发布公告，计划收购罗特克斯持有的上海双汇、意科公司、杜邦蛋白、杜邦食品、芜湖进出口、上海史密斯6家公司的股权。
2024年8月29日，双汇创始人万隆的次子万宏伟接任双汇发展董事长。

## 相关事件

### 使用“瘦肉精”猪肉做火腿肠
2011年3月15日，中国中央电视台新闻频道《每周质量报告》栏目曝光：河南省济源双汇食品公司在收购猪肉时，专门收购瘦肉精喂养过的“健美猪”，价格还比普通猪肉要贵一些。受此影响，3月15日股票双汇发展跌停。3月16日双汇发展股票开始停牌，4月19日双汇发展复牌，但复牌当天便遭遇跌停，4月20日再次跌停，国内券商基金市场亦遭遇重创。
此后，双汇火腿肠的质量问题被媒体频频曝光。

### 爆发猪瘟
2018年8月14日，郑州双汇食品有限公司屠宰厂有来自佳木斯汤原县鹤立镇交易市场的30头生猪死亡，经中国动物卫生与流行病学中心检测确认为非洲猪瘟疫情。8月16日郑州市政府下达封锁疫区6周的命令，期间禁止所有生猪、易感动物及产品运入或流出封锁区。
11月1日，据《联合报》报道，行政院农业委员会副主委黄金城表示，在金门小三通水头码头中弃置箱内查到携带非洲猪瘟病毒基因的双汇香脆肠。黄金城还表示，该肉制品是通过“小三通”模式进入金门，且是旅客在入境之前丢到弃置箱的。对此双汇集团表示，正召集相关负责人的内部会议核实信息的真实性，并计划派员赴台了解具体情况。

### 美式产品问题
2015年，双汇在郑州建立美式工厂，但每年因此亏损1-2亿元，产品存在过咸的问题，销售上并未开发新的渠道和模式，董事长万隆的长子万洪建因此曾于2020年提议取消美式产品。

## 外部連結
- 雙匯集團